# Führungszeugnis
Das Führungszeugnis (Deutschland, früher polizeiliches Führungszeugnis oder Unbescholtenheitszeugnis), die Strafregisterbescheinigung (Österreich, inoffiziell noch Leumundszeugnis) oder der Strafregisterauszug (resp. Auszug aus dem schweizerischen Strafregister, Schweiz, inoffiziell noch Leumundszeugnis), im Gebrauch der EU Europäisches Führungszeugnis, ist eine behördliche Bescheinigung über bisher registrierte Vorstrafen einer Person (Deutschland), über die im Strafregister eingetragenen Verurteilungen einer Person (Österreich) oder ein Registerauszug, bestehend aus Urteilen wegen Verbrechen und Vergehen gegen eine Person (Schweiz, Art. 366 und Art. 371 Abs. 1 StGB).

## Deutschland

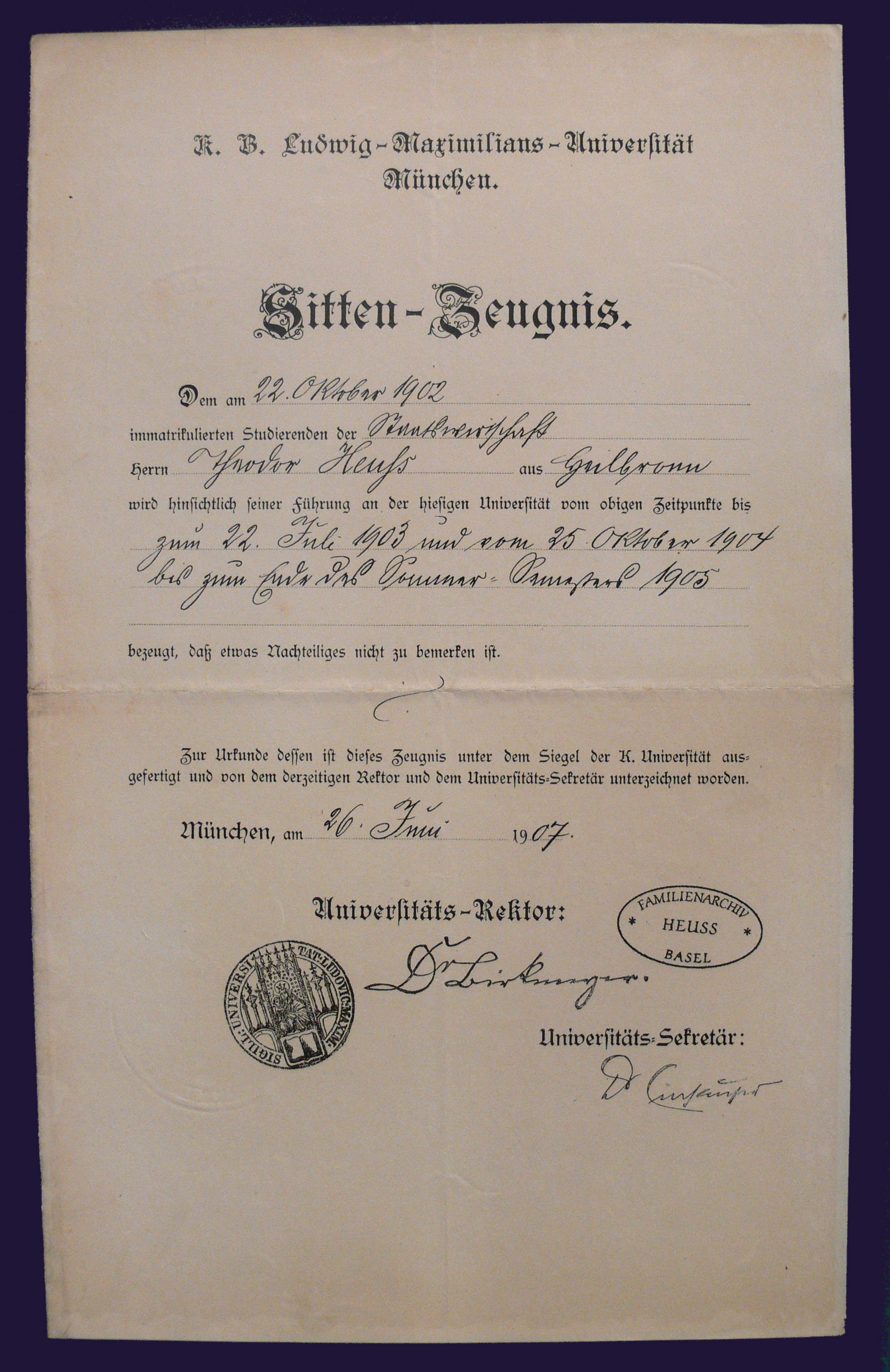
Sittenzeugnis der Ludwig-Maximilians-Universität München für den Studenten Theodor Heuss, 1907: „Dem … Studierenden … wird hinsichtlich seiner Führung an der hiesigen Universität … bezeugt, daß etwas Nachteiliges nicht zu bemerken ist.“

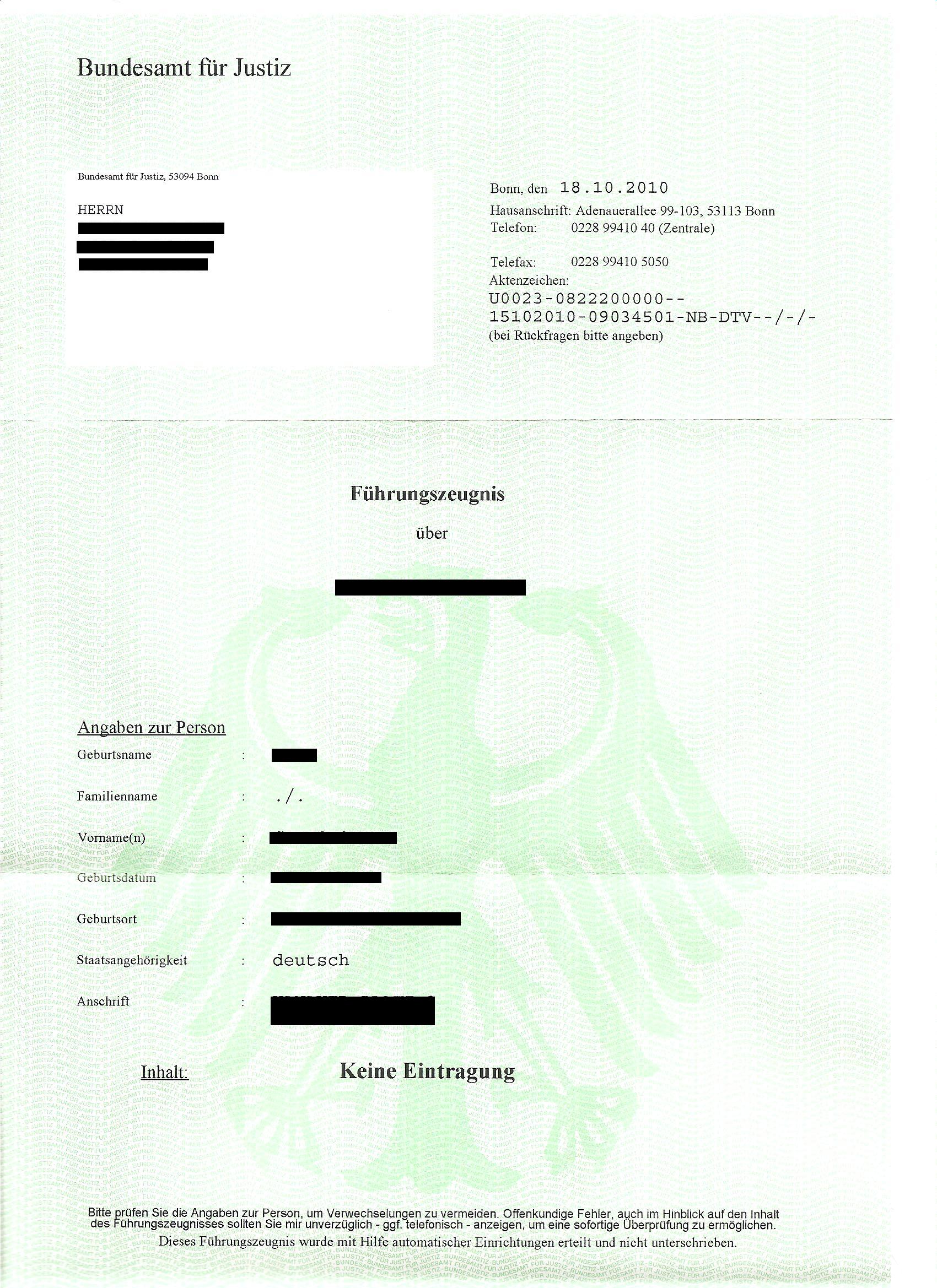
Einfaches (privates)
Führungszeugnis

### Allgemeines
Das Führungszeugnis gehört zu den Arbeitspapieren und wird von Arbeitgebern bestimmter Wirtschaftszweige zu den Personalakten genommen.

### Bundeszentralregister
Im Bundesamt für Justiz werden die jeweiligen persönlichen Vorstrafen in einem Bundeszentralregister (BZR) geführt, aber nicht auf Dauer gespeichert. In das Register werden nach § 3 BZRG rechtskräftige Entscheidungen der Strafgerichte, Vermerke über Schuldunfähigkeit sowie bestimmte Entscheidungen von Verwaltungsbehörden und Gerichten sowie – nach einer rechtsvergleichenden Begutachtung – ausländische strafrechtliche Verurteilungen gegen Deutsche oder gegen in Deutschland wohnende ausländische Personen eingetragen. Zudem können Suchvermerke im Register niedergelegt werden. Maßgabe für den Inhalt eines Führungszeugnisses ist § 32 des Bundeszentralregistergesetzes (BZRG).
Das Bundeszentralregister (BZR) wird seit 1975 ausschließlich als Datenbank auf Computern geführt. Das Erziehungsregister ist Teil des Bundeszentralregisters.
Aus Gründen der Resozialisierung wurde ein gestaffeltes System von Fristen (§ 46 BZRG) geschaffen, nach deren Ablauf gespeicherte Verurteilungen zunächst nicht mehr in ein Führungszeugnis gelangen und schließlich vollständig aus dem Register gelöscht werden (§§ 34 und 46 BZRG). In Härtefällen kann bezüglich der gesetzlichen Fristen eine Registervergünstigung gewährt werden. Wenn eine Verurteilung im Bundeszentralregister gelöscht wurde oder sie zur Tilgung vorgemerkt ist, so dürfen die Tat und die Verurteilung der betroffenen Person im Rechtsverkehr nicht mehr vorgehalten und nicht zu ihrem Nachteil verwertet werden. Ob und wie lange Vorstrafen im Bundeszentralregister gespeichert und Auskünfte darüber erteilt werden, ergibt sich aus den Vorschriften zum Bundeszentralregistergesetz (BZRG). Je nach Höhe des Urteils werden nach Ablauf der jeweiligen Fristen (5, 10, 15 oder 20 Jahre) die Eintragungen im Bundeszentralregister getilgt (siehe § 46 BZRG). Jedoch werden nicht alle Verurteilungen, die im Bundeszentralregister stehen, auch in das Führungszeugnis übernommen (siehe unten). Auch gelten für die Verurteilungen, die in das Führungszeugnis aufgenommen werden, kürzere Tilgungsfristen als beim Bundeszentralregister (3, 5 oder 10 Jahre, vgl. § 34 BZRG). Kommt vor der Löschung eines Urteilseintrags ein neues Urteil hinzu, bleiben alle Einträge erhalten, bis auch für das letzte Urteil der Löschzeitpunkt erreicht ist (Ausnahmen hiervon gelten für Geldstrafen bis zu 90 Tagessätzen und Freiheitsstrafen bis zu 3 Monaten, vgl. § 38 Abs. 2 BZRG).

### Persönlicher Bundeszentralregisterauszug
Jeder Person, die mindestens 14 Jahre alt ist, oder ihrer gesetzlichen Vertretung wird auf Antrag kostenlos mitgeteilt, welche Eintragungen über sie im Bundeszentralregister elektronisch gespeichert sind. Diese Auskunft wird nicht dem Antragsteller direkt, sondern an ein Amtsgericht seiner Wahl gesandt, bei dem die Auskunft persönlich eingesehen werden kann. Der Auszug wird in einem verschlossenen und versiegelten Umschlag verschickt. Nach Siegelbruch und Einsichtnahme durch den Antragsteller ist der Auszug vom Amtsgericht unverzüglich zu vernichten. Keinesfalls darf der Auszug im Rechtsverkehr verlangt werden, z. B. durch Arbeitgeber angefordert werden. Dies würde die Schutzzwecke des Führungszeugnisses, welches nicht die gesamten Eintragungen des Bundeszentralregisters enthält, unterlaufen.
Im Falle von im Ausland wohnhaften Personen ist die Einsichtsstelle die amtliche Vertretung der Bundesrepublik Deutschland und im Falle von inhaftierten Personen ist es die Justizvollzugsanstalt.
Rechtsgrundlage ist das Bundesdatenschutzgesetz, nach dem jeder ein Recht darauf hat, zu erfahren, welche Daten über ihn bei öffentlichen Stellen gespeichert sind. Lex specialis zu § 57 BDSG ist hierbei § 42 BZRG.

#### Unbeschränkte Auskunft
Für die in § 41 BZRG genannten Zwecke (z. B. in Strafverfahren, vor der Erteilung eines Waffenscheines, vor einer Einbürgerung, vor einer Verbeamtung etc.) haben bestimmte Behörden (z. B. Gerichte und Staatsanwaltschaften) ein unbeschränktes Auskunftsrecht aus dem Bundeszentralregister und können einen entsprechenden Auszug aus eigener Veranlassung direkt beim Bundesamt für Justiz anfordern, ohne dass der Betreffende davon Kenntnis erhält.
Den obersten Bundes- und Landesbehörden, den Gerichten, den Staatsanwaltschaften, den Justizvollzugsbehörden, den deutschen Nachrichtendiensten, dem Kriminaldienst der Polizei, den Finanzbehörden, den Einbürgerungsbehörden, den Ausländerbehörden, den Gnadenbehörden, den waffen- und sprengstoffrechtlich zuständigen Behörden, den Rechtsanwaltskammern, dem Bundesinstitut für Arzneimittel und Medizinprodukte, dem Bundesamt für Strahlenschutz und den Luftsicherheitsbehörden sind unbeschränkte Auskünfte auf ausdrückliches Ersuchen hin zu erteilen, wenn der Zweck der Verwendung der Daten angegeben wird.

### Führungszeugnis
Ein Führungszeugnis, ein erweitertes Führungszeugnis und ein behördliches Führungszeugnis enthält jeweils bestimmte Teile dessen, was im Bundeszentralregister über den Betreffenden gespeichert ist. Die Zuchtmittel des Jugendstrafrechtes, wie etwa der Jugendarrest, stehen nicht im Bundeszentralregister und daher auch nicht in Führungszeugnis.
Keinen Eingang in das Führungszeugnis finden beispielsweise folgende Bundeszentralregistereinträge:
1. zur Bewährung ausgesetzte Jugendstrafen,
2. Strafen, die nicht höher als 90 Tagessätze bzw. 3 Monate Freiheitsstrafe liegen (§ 32 Abs. 2 Nr. 5 BZRG), wenn im Bundeszentralregister sonst keine weiteren Strafen eingetragen sind,
3. erstmalige Verurteilungen von drogenabhängigen Straftätern, die zwei Jahre Freiheitsstrafe nicht überschreiten und bei denen die Vollstreckung der Strafe nach § 35 BtMG zugunsten einer Therapie zurückgestellt und nach erfolgreicher Therapie nach § 36 BtMG zur Bewährung ausgesetzt wurde sowie wenn die weiteren diesbezüglichen Bedingungen des § 32  Abs. 2 Nr. 6 BZRG erfüllt sind.

#### Antragstellung, Ausstellung, Versand
Jeder Person, die mindestens 14 Jahre alt, also strafmündig ist, wird auf Antrag ein Führungszeugnis vom Bundesamt für Justiz in Bonn ausgestellt. Hat die Person eine gesetzliche Vertretung, so ist auch diese antragsberechtigt. Für eine geschäftsunfähige Person ist nur die gesetzliche Vertretung antragsberechtigt.
Die Antragstellung ist wie folgt möglich:
- elektronisch im Online-Portal des Bundesamts für Justiz mit dem neuen Personalausweis mit freigeschalteter Online-Ausweisfunktion und entsprechendem Kartenlesegerät,[3]
- bei der örtlichen Meldebehörde, dem Einwohnermeldeamt oder Bürgeramt,
  - persönlich durch Vorlage eines amtlichen Lichtbildausweises (Personalausweis oder Reisepass) (§ 30 Abs. 5 Satz 2 BZRG)
  - per Brief oder Fax mit Kopie eines amtlichen Lichtbildausweises und amtlich oder öffentlich beglaubigter Unterschrift des Antragstellers

Früher war das Führungszeugnis bei der Polizei zu beantragen und wurde auch von ihr ausgestellt. Daher rührt die alte Bezeichnung Polizeiliches Führungszeugnis.
Die Beantragung eines Führungszeugnisses kostet 13 Euro. Personen, die ein Führungszeugnis für eine ehrenamtliche Tätigkeit brauchen, erhalten dieses gebührenfrei, ebenso Bezieher von Bürgergeld oder Sozialgeld gegen Vorlage des Bewilligungsbescheids.
Die Führungszeugnisse werden per Post zugestellt, entweder dem Empfänger (beim privaten – Belegart N) oder an die Behörde, die das Führungszeugnis verlangt (beim behördlichen – Belegart O), oder an das dem Wohnort des Antragstellers nächstgelegene Amtsgericht (Belegart P), wo der Betreffende Einsicht nehmen und dann entscheiden kann, ob es an die Behörde weitergeleitet wird.

#### Privates Führungszeugnis
Zur Vorlage bei einem privaten Arbeitgeber genügt ein einfaches (privates) Führungszeugnis, sofern der Bewerber bzw. Arbeitnehmer gewillt ist, dieses vorzulegen. Die Forderung nach einem Führungszeugnis durch den Arbeitgeber ist jedoch nach Auffassung des Bundesarbeitsgerichtes nicht zulässig. Dieses sieht die Belange des Bundesdatenschutzgesetzes als verletzt an, weil der Arbeitgeber damit mehr erfährt, als er für die angestrebte Beschäftigung zu erfahren berechtigt ist. Also auch Dinge, die über den für die Tätigkeit relevanten Bereich weit hinausgehen. Beispielsweise geht es dabei um ein eventuelles strafbares Verhalten im außerdienstlichen Bereich, das in keinerlei nachvollziehbarem Zusammenhang mit dem vorgesehenen Beschäftigungsverhältnis steht. Zulässig sind jedoch gezielte Fragen nach Straftaten, die einen Zusammenhang mit dem Tätigkeitsbereich haben. In der Regel wird die Anforderung eines Führungszeugnisses deshalb als nicht erforderlich und unzulässig gesehen.
Ausnahmen bilden sicherheitsrelevante Bereiche, wie z. B. Geld- und Werttransport- oder Bewachungsunternehmen und sogenannte sensible Tätigkeiten, bei denen der Bewerber mit Kindern und Jugendlichen in Berührung kommt.

#### Erweitertes Führungszeugnis

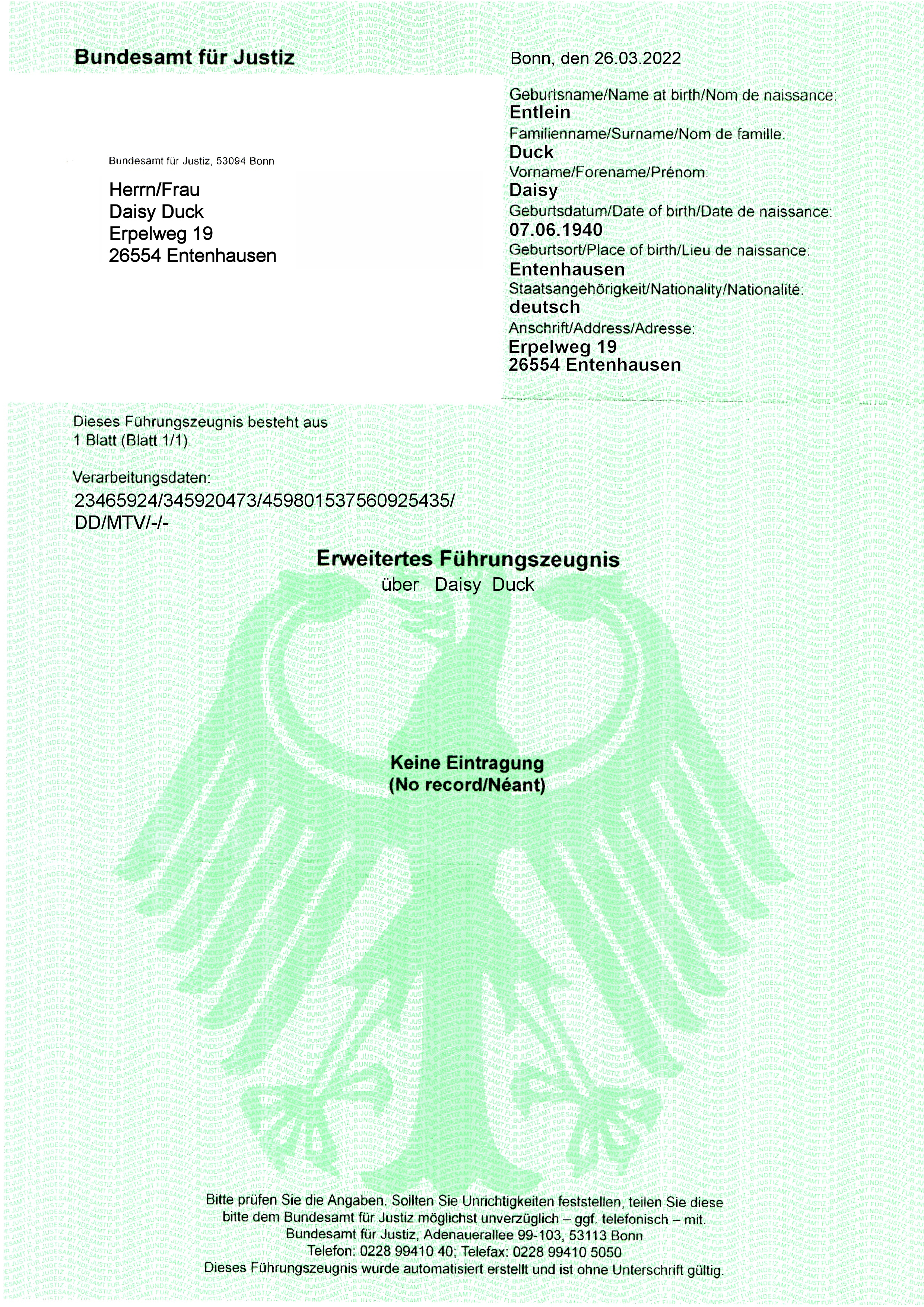
Erweitertes Führungszeugnis

Das erweiterte Führungszeugnis enthält gegenüber dem normalen Führungszeugnis zusätzlich auch geringfügige Verurteilungen und Verurteilungen, die wegen Fristablaufs nicht mehr in das normale Führungszeugnis kämen, wegen gewisser Straftaten (Aufzählung in § 32 Absatz 5 BZRG, z. B. exhibitionistische Handlungen, Verbreitung pornographischer Schriften, Menschenhandel).
Mit dem am 1. Mai 2010 in Kraft getretenen Fünften Gesetz zur Änderung des Bundeszentralregistergesetzes ist in § 30a  und § 31 BZRG ein „erweitertes Führungszeugnis“ eingeführt worden, das über Personen erteilt werden kann, die beruflich, ehrenamtlich oder in sonstiger Weise kinder- oder jugendnah tätig sind oder tätig werden sollen. Erweiterte Führungszeugnisse können durch Behörden „zum Zwecke des Schutzes Minderjähriger“ auch unmittelbar nach § 31 Abs. 2 BZRG beantragt werden, wenn eine Aufforderung an den Betroffenen zur Vorlage nicht sachgemäß ist oder erfolglos bleibt. In den meisten Fällen wird die betroffene Person von der jeweiligen Stelle (Arbeitgeber oder dem jeweiligen Träger) aufgefordert werden, ein erweitertes Führungszeugnis vorzulegen – und zwar unter Bezugnahme auf § 30a BZRG im Falle einer Prüfung der persönlichen Eignung oder nach § 72a des SGB VIII bei beruflicher oder ehrenamtlicher Beaufsichtigung, Betreuung, Erziehung oder Ausbildung Minderjähriger oder bei einer Tätigkeit mit ähnlichem Kontakt zu Minderjährigen. Es wird also meist persönlich wie ein privates Führungszeugnis beantragt.

#### Kritik
Es wird kritisiert, dass die Abgabe des erweiterten Führungszeugnisses (EFZ) an den Arbeitgeber mit dem informationellen Selbstbestimmungsrecht des Arbeitnehmers in Konflikt steht, denn nicht alle Informationen, die im EFZ enthalten sind, sind für den Arbeitgeber relevant. Der Caritasverband, ein sehr großer Arbeitgeber im sozialen Bereich, der verpflichtet ist, sich an die kinderschutzrechtlichen Auflagen zu halten, hat eine Handreichung herausgegeben, in der er explizit festlegt, welche Straftaten einem Arbeitsverhältnis bei ihm im Wege stehen. Andere im EFZ dokumentierte Straftaten tangieren ein Arbeitsverhältnis bei der Caritas nicht.
Ebenso schlägt die Caritas vor, das informationelle Selbstbestimmungsrecht von Arbeitnehmern zu wahren, indem das EFZ nicht an den Arbeitgeber, sondern an einen Notar geht, der dem Arbeitgeber Auskunft über die für die Arbeit relevanten Straftaten bescheinigt – dabei aber keine Auskunft über die nicht relevanten Straftaten ermöglicht. Des Weiteren schlägt sie eine Änderung des Bundeszentralregistergesetzes vor.

#### Europäisches Führungszeugnis

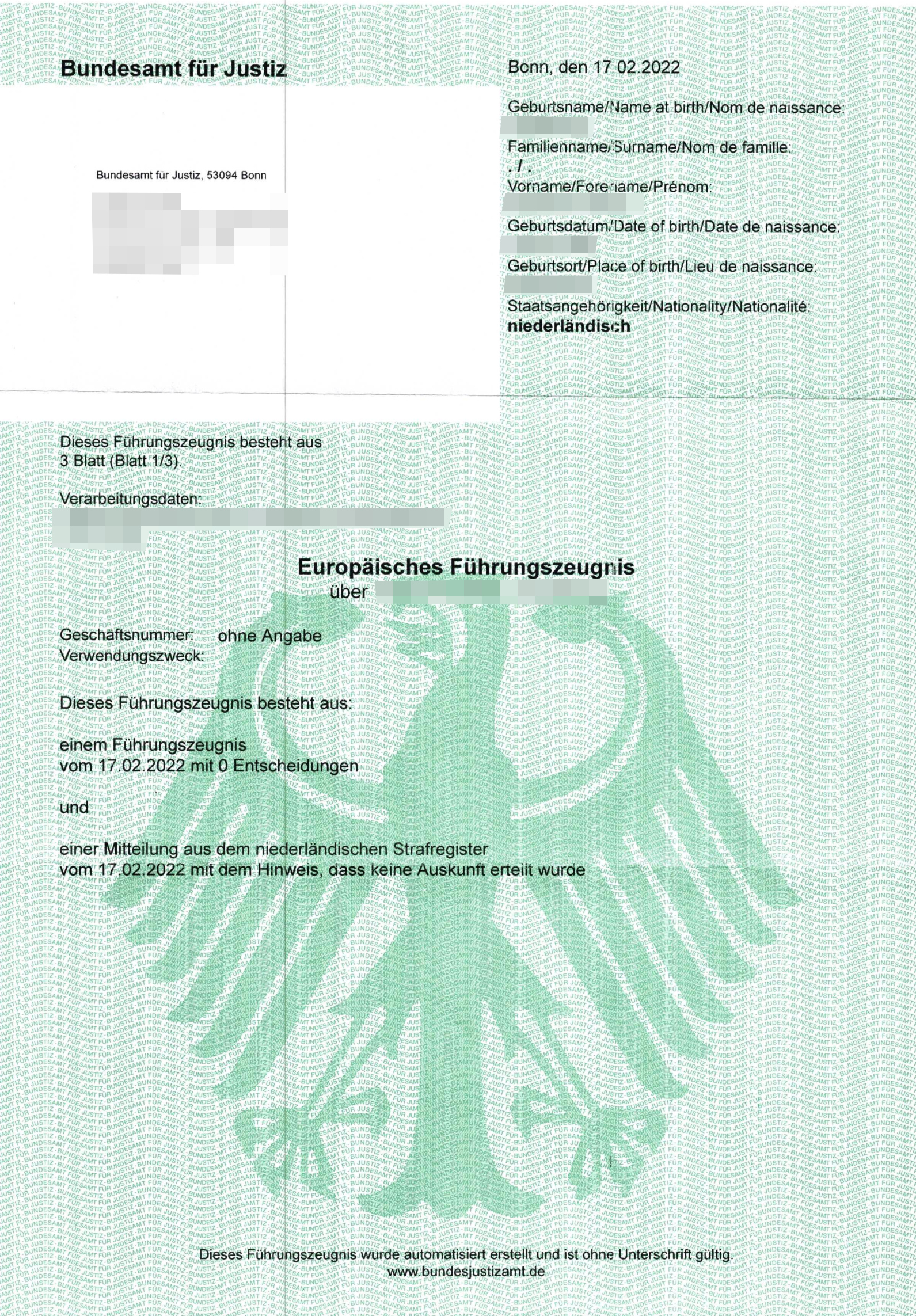
Europäisches Führungszeugnis, 2022

Am 15. Dezember 2011 wurde mit dem Gesetz zur Verbesserung des Austausches von registerrechtlichen Daten zwischen den Mitgliedsstaaten der EU und zur Änderung registerrechtlicher Vorschriften das europäische Führungszeugnis eingeführt. Seit dem 31. August 2018 wird Staatsangehörigen anderer Mitgliedstaaten der Europäischen Union bei Beantragung eines einfachen oder erweiterten Führungszeugnisses in Deutschland zwingend ein europäisches Führungszeugnis ausgestellt. Der jeweilige Herkunftsmitgliedstaat wird um Mitteilung über Eintragungen im Strafregister des Herkunftsmitgliedstaats ersucht. Teilt der entsprechende Staat geg. Eintragungen mit, sofern eine Übermittlung dort rechtlich vorgesehen ist, werden jene Eintragungen ohne Übersetzung und inhaltliche Überprüfung übernommen. Diese Regelung betrifft auch Doppel- und Mehrstaatler. Die Gebühr beträgt nunmehr für alle Führungszeugnisse (einfach oder europäisch) 13,- €. Die Ausstellung des europäischen Führungszeugnis dauert länger als die eines einfachen oder erweiterten (1–2 Wochen). Ein europäisches Führungszeugnis soll nach spätestens 20 Werktagen der Übermittlung des Ersuchens des Bundesamtes für Justiz an den Herkunftsstaat erteilt werden.

#### Behördliches Führungszeugnis
Ausschließlich Behörden erhalten Auskunft aus dem Bundeszentralregister in der Form von behördlichen Führungszeugnissen.
Für Bewerbungen bei einer Behörde wird auf Antrag der betroffenen Person in der Regel das behördliche Führungszeugnis ausgestellt. Wird dieses unmittelbar an die Einstellungsbehörde übersandt (§ 30 Abs. 5 Satz 1 BZRG), hat die Behörde dem Bewerber auf Verlangen Einsicht in das Führungszeugnis zu gewähren.
Behörden können ein Führungszeugnis beantragen, soweit sie es zur Erledigung ihrer hoheitlichen Aufgaben benötigen und eine Aufforderung an die betroffene Person, ein Führungszeugnis vorzulegen, nicht sachgemäß ist oder erfolglos bleibt (siehe: § 31 BZRG).
Die Unterschiede bezüglich des Inhalts eines Führungszeugnisses für Behörden und des Führungszeugnisses für Privatpersonen ergeben sich aus § 32 des Bundeszentralregistergesetzes.

### Bezeichnung als „unbestraft“
Unter welchen Umständen sich eine Person als unbestraft (ohne Vorstrafen) bezeichnen darf und den einer etwaigen Verurteilung zugrundeliegenden Sachverhalt nicht zu offenbaren braucht, ist § 53 BZRG zu entnehmen.

## Namibia

Namibisches Führungszeugnis

In Namibia wird das Führungszeugnis (englisch Certificate of Conduct) vom Police Record Centre (Strafregister) der namibischen Polizei gegen Gebühr und unter Vorlage einer Geburtsurkunde, Personalausweis oder Reisepass ausgestellt. Persönliches Erscheinen ist notwendig. Es hat eine unbegrenzte Gültigkeit, wird aber von den meisten Behörden (u. a. Straßenverkehrsbehörde) nur für einen Zeitraum von sechs Monaten ab Beantragung akzeptiert. Die Ausstellung dauerte bis 2019 bis zu sechs Monate, im Schnellverfahren bis zu 4 Wochen, seitdem ist diese binnen weniger Tage möglich.

## Österreich
Die Strafregisterbescheinigung ist ähnlich beschaffen wie das deutsche Führungszeugnis. Für die Führung des Strafregisters in ganz Österreich ist die Landespolizeidirektion Wien (Strafregisteramt) zuständig.
Seit der Inbetriebnahme des Zentralen Melderegisters (ZMR) am 1. März 2002 wird die Strafregisterbescheinigung unverzüglich ausgestellt (e-Government):
- in Städten, in denen die jeweilige Landespolizeidirektion als Sicherheitsbehörde I. Instanz fungiert, durch diese
- in Städten, in denen die jeweilige Landespolizeidirektion nicht als Sicherheitsbehörde I. Instanz fungiert bzw. in Gemeinden durch den Bürgermeister
- im Ausland durch die österreichische Vertretungsbehörde

Ausstellung einer Strafregisterbescheinigung:
Für die Ausstellung auf dem Meldeamt der örtlichen Gemeinde ist im Durchschnitt mit einer Wartezeit von ein bis zwei Wochen zu rechnen. Besitzt die Gemeinde, bei der man den Antrag einbringt, einen direkten Zugriff auf die Strafregisterdaten, ist die Wartezeit entsprechend kürzer.
Für die Ausstellung sind ein Antrag, ein amtlicher Lichtbildausweis (Reisepass oder Personalausweis, Führerschein nur in Verbindung mit einem Staatsbürgerschaftsnachweis) und allfällige Urkunden über frühere Namen (z. B. Geburtsurkunde, Heiratsurkunde, Scheidungsurkunde) im Original erforderlich. Die Ausstellung kostet je nach Behörde 15 bis 30 Euro.
In Sonderfällen – wenn die Strafregisterbescheinigung lediglich zur Vorlage bei einer bestimmten Stelle (natürliche oder juristische Person, z. B. Arbeitgeber, Behörde, Firma) dienen soll – entfällt die Zeugnisgebühr von 14,30 Euro, und die Bescheinigung kostet somit 16,40 Euro. Gemeinden sind ermächtigt, zusätzlich eine Gemeindeabgabe von ca. 0,36 bis ca. 0,73 Euro einzuheben.
Viele Stellen (beispielsweise die meisten Arbeitgeber) verlangen, dass die Strafregisterbescheinigung bei der Vorlage nicht älter als drei Monate ist.
Die frühere Bezeichnung war Leumundszeugnis oder Sittenzeugnis.

## Schweiz
In der Schweiz bestimmt sich das Strafregister insbesondere nach der Verordnung vom 29. September 2006 über das Strafregister (VOSTRA-Verordnung; SR 331).
Gemäß Art. 3 Abs. 1 lit. a VOSTRA-Verordnung werden in das Strafregister – mit Ausnahmen – vor allem Verurteilungen wegen Verbrechen oder Vergehen nach StGB, MStG oder anderer Bundesgesetze eingetragen.
Disziplinarstrafen des Militärstrafrechts werden nicht ins Strafregister eingetragen (Art. 226 Abs. 1 MStG).